# Walter Pfrimer

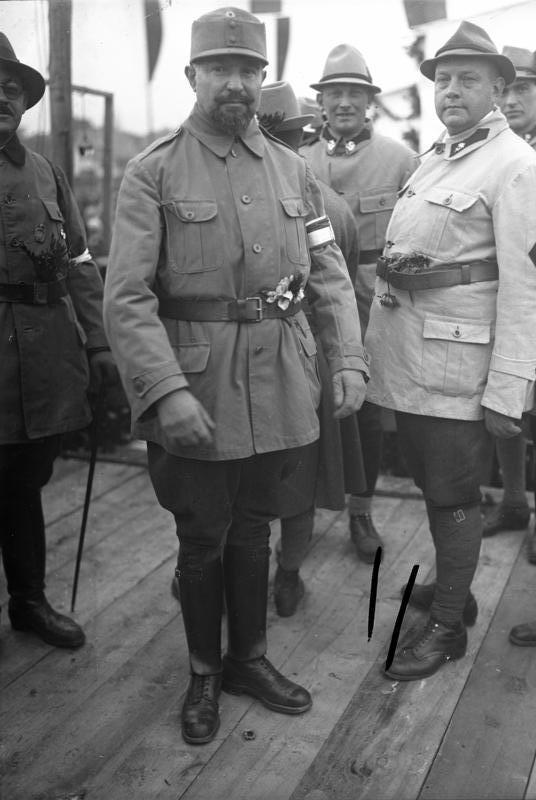
Pfrimer (rechts) met Richard Steidle (1931)

Walter Pfrimer (Marburg, 22 december 1881 – Judenburg, 30 juni 1968) was een Oostenrijks politicus. 
Hij richtte in 1918 de extreemrechtse Deutschen Volksrat in der Obersteiermark (DVidOS) op en was leider van Ortswehren (ordedienst), de paramilitaire groep van de DVidOS. 
In 1922 richtte hij met Hanns Rauter de Selbstschutzbund Steiermark op, eveneens een paramilitaire organisatie, die meehielp met de onderdrukking van een staking in 1927. In 1928 werd Pfrimer de eerste Leider van de Heimwehr, maar werd spoedig plaatsvervangend Leider, toen Ernst von Starhemberg hem opvolgde als Leider. Hij raakte spoedig in conflict met Starhemberg. Op 12 september 1931 pleegde Pfrimer een mislukte staatsgreep en dook onder. In december 1931 werd hij echter vrijgesproken. Pfrimer trad uit de Heimwehr en sloot zich aan bij de Oostenrijkse-NSDAP (Nationaalsocialistische Duitse Arbeiderspartij). Na de Anschluss werd hij lid van de Rijksdag in Berlijn. Na de Tweede Wereldoorlog zat hij van 1945 tot 1947 vast.